# Sakakibarella elongata
Sakakibarella elongata är en insektsart som beskrevs av Creão-duarte 1997. Sakakibarella elongata ingår i släktet Sakakibarella och familjen hornstritar. Inga underarter finns listade i Catalogue of Life.